# 里奇·努根特
里奇·努根特（Rich Nugent；1951年5月26日—）是美國的一位政治人物。自2013年開始，他是佛羅里達州第11選舉區選出的美國眾議院議員。他的黨籍是共和黨。2015年，他宣布不會尋求連任。